# Buire-sur-l’Ancre
Buire-sur-l’Ancre (picardisch: Buire-su-l’Inque) ist eine nordfranzösische Gemeinde mit 296 Einwohnern (Stand 1. Januar 2022) im Département Somme in der Region Hauts-de-France. Die Gemeinde gehört zum Kanton Albert und ist Teil der Communauté de communes du Pays du Coquelicot.

## Geographie
Die Gemeinde liegt an der Départementsstraße D52, rund sieben Kilometer südwestlich von Albert am nördlichen (rechten) Ufer des Tals der Ancre gegenüber von Treux. Durch die Gemeinde führt die Bahnstrecke Paris–Lille mit dem Haltepunkt Buire-sur-l'Ancre.

## Geschichte
Die Gemeinde erhielt als Auszeichnung das Croix de guerre 1914–1918.

## Einwohner
| 1962 | 1968 | 1975 | 1982 | 1990 | 1999 | 2006 | 2010 |
| ---- | ---- | ---- | ---- | ---- | ---- | ---- | ---- |
| 278  | 301  | 293  | 283  | 304  | 312  | 328  | 324  |

## Verwaltung
Bürgermeister (maire) ist seit 2001 Jean-Christian Ruin.	

## Sehenswürdigkeiten

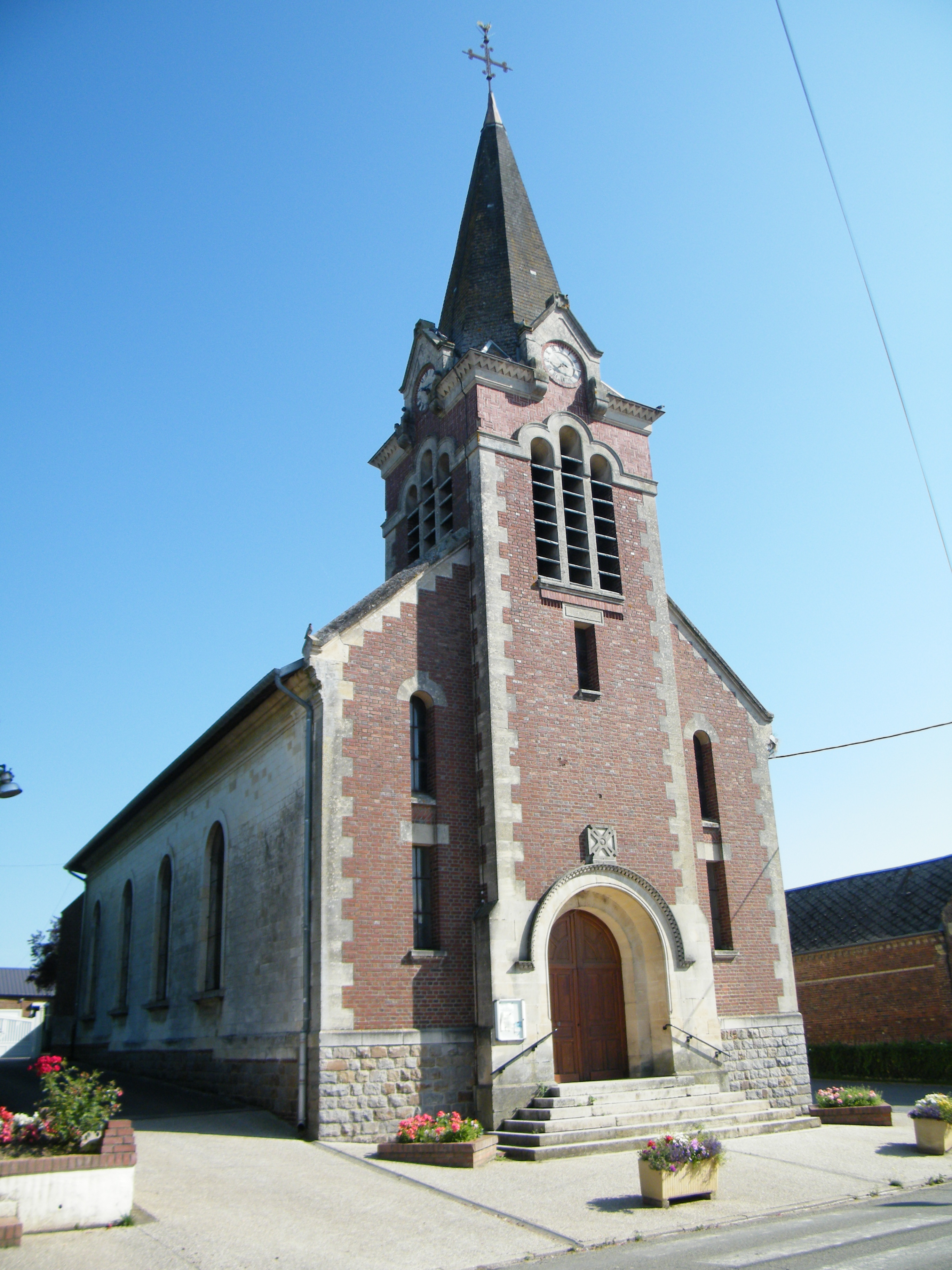
Kirche St. Hilaire

- Kirche Saint-Hilaire